# Vișina (okręg Tulcza)
Vișina – wieś w Rumunii, w okręgu Tulcza, w gminie Jurilovca. W 2011 roku liczyła 727 mieszkańców.